# Chagall (filme)
Chagall é um filme-documentário em curta-metragem estadunidense de 1963 dirigido e escrito por Lauro Venturi e Leonard Neubauer. Venceu o Oscar de melhor documentário de curta-metragem na edição de 1964.